# Холуб-Ковалик, Малгожата
Малгожата Холуб-Ковалик (пол. Małgorzata Hołub-Kowalik; род. 30 октября 1992, Кошалин, Западно-Поморское воеводство, Польша) — польская легкоатлетка, специализирующаяся в беге на 400 метров. Призёр чемпионатов мира и Европы в помещении, чемпионка Универсиады (2015) в эстафете 4×400 метров. Чемпионка Польши (2014). Чемпионка Олимпийских игр 2020 в Токио.

## Биография
Начала заниматься лёгкой атлетикой в школе. В 2011 году завоевала серебряную медаль чемпионата Европы среди юниоров в эстафете 4×400 метров.
Заняла 4-е место в беге на 400 метров на молодёжном первенстве Европы 2013 года с личным рекордом 52,28. В эстафете стала чемпионкой в составе сборной Польши.
В эстафете выступала в финалах чемпионата мира в помещении (2014 — 4-е место) и чемпионата Европы (2014 — 5-е место). Первым крупным индивидуальным успехом стало 5-е место в финале чемпионата Европы с лучшим результатом в карьере (51,84).
Зимой 2015 года стала бронзовым призёром чемпионата Европы в помещении в эстафете. В летнем сезоне завоевала две медали летней Универсиады в корейском Кванджу. В индивидуальном виде финишировала 2-й после Юстин Пальфраман из ЮАР, а в эстафете помогла команде выиграть золото.
Стала серебряным призёром чемпионата мира в помещении 2016 года в эстафете. На чемпионате Европы заняла 5-е место в финале 400-метровки.
Участвовала в летних Олимпийских играх 2016 года: в беге на 400 метров дошла до полуфинала, где показала 19-е время среди всех участниц, а в эстафете стала 7-й в решающем забеге.
Имеет высшее образование в сфере защиты окружающей среды (закончила Кошалинский университет технологий).
В 2014 году принимала участие в местных выборах в родном Кошалине от партии «Гражданская платформа». Набрав 5,02 % голосов в своём округе, она не получила мандат в муниципальный совет. 26 февраля 2015 года Голуб была назначена заместителем главы города.

## Основные результаты
| Год  | Турнир                          | Место проведения          | Дисциплина       | Место       | Результат |
| ---- | ------------------------------- | ------------------------- | ---------------- | ----------- | --------- |
| 2010 | Чемпионат мира среди юниоров    | Монктон, Канада           | эстафета 4×400 м | 8-е         | 3.42,70   |
| 2011 | Чемпионат Европы среди юниоров  | Таллин, Эстония           | эстафета 4×400 м | 2-е         | 3.35,35   |
| 2013 | Командный чемпионат Европы      | Гейтсхед, Великобритания  | эстафета 4×400 м | 5-е         | 3.31,35   |
| 2013 | Чемпионат Европы среди молодёжи | Тампере, Финляндия        | 400 м            | 4-е         | 52,28     |
| 2013 | Чемпионат Европы среди молодёжи | Тампере, Финляндия        | эстафета 4×400 м | 1-е         | 3.29,74   |
| 2013 | Чемпионат мира                  | Москва, Россия            | эстафета 4×400 м | 9-е (заб.)  | 3.29,75   |
| 2014 | Чемпионат мира в помещении      | Сопот, Польша             | 400 м            | 14-е (заб.) | 53,07     |
| 2014 | Чемпионат мира в помещении      | Сопот, Польша             | эстафета 4×400 м | 4-е         | 3.29,89   |
| 2014 | Чемпионат мира по эстафетам     | Нассау, Багамские Острова | эстафета 4×400 м | 5-е         | 3.27,37   |
| 2014 | Командный чемпионат Европы      | Брауншвейг, Германия      | эстафета 4×400 м | 5-е         | 3.29,02   |
| 2014 | Чемпионат Европы                | Цюрих, Швейцария          | 400 м            | 5-е         | 51,84     |
| 2014 | Чемпионат Европы                | Цюрих, Швейцария          | эстафета 4×400 м | 5-е         | 3.25,73   |
| 2014 | Континентальный кубок           | Марракеш, Марокко         | эстафета 4×400 м | 2-е         | 3.24,12   |
| 2015 | Чемпионат Европы в помещении    | Прага, Чехия              | 400 м            | 11-е (заб.) | 53,31     |
| 2015 | Чемпионат Европы в помещении    | Прага, Чехия              | эстафета 4×400 м | 3-е         | 3.31,90   |
| 2015 | Чемпионат мира по эстафетам     | Нассау, Багамские Острова | эстафета 4×400 м | 5-е         | 3.29,30   |
| 2015 | Командный чемпионат Европы      | Чебоксары, Россия         | эстафета 4×400 м | 7-е         | 3.30,18   |
| 2015 | Универсиада                     | Кванджу, Южная Корея      | 400 м            | 2-е         | 51,93     |
| 2015 | Универсиада                     | Кванджу, Южная Корея      | эстафета 4×400 м | 1-е         | 3.31,98   |
| 2015 | Чемпионат мира                  | Пекин, Китай              | 400 м            | 25-е (заб.) | 51,74     |
| 2015 | Чемпионат мира                  | Пекин, Китай              | эстафета 4×400 м | 15-е (заб.) | 3.32,83   |
| 2016 | Чемпионат мира в помещении      | Портленд, США             | 400 м            | 6-е (1/2)   | 52,73     |
| 2016 | Чемпионат мира в помещении      | Портленд, США             | эстафета 4×400 м | 2-е         | 3.31,15   |
| 2016 | Чемпионат Европы                | Амстердам, Нидерланды     | 400 м            | 5-е         | 51,89     |
| 2016 | Чемпионат Европы                | Амстердам, Нидерланды     | эстафета 4×400 м | 4-е         | 3.27,60   |
| 2016 | Олимпийские игры                | Рио-де-Жанейро, Бразилия  | 400 м            | 19-е (1/2)  | 51,93     |
| 2016 | Олимпийские игры                | Рио-де-Жанейро, Бразилия  | эстафета 4×400 м | 7-е         | 3.27,28   |